# Det är långt till New York
Det är långt till New York är en svensk film från 1988 i regi av Bengt Danneborn och med manus av Danneborn och Lennart Persson. Filmen var Danneborns debut som spelfilmsregissör och han tilldelades en Guldbagge 1989 i kategorin "bästa manus" för filmen. I rollerna ses bland andra Erik Kiviniemi, Lars Litens och Ewa Carlsson.

## Om filmen
Inspelningen ägde rum 1986 i Degerfors och Stockholm med Hans Danneborn som producent och Bengt Danneborn som fotograf. Filmen hade premiär den 12 februari 1988 på flera biografer runt om i Sverige.

## Handling
I ett brukssamhälle tvingas människor ut i arbetslöshet för att vända bolagets negativa lönsamhetstrend. Martin reser dit från Stockholm för att verkställa avskedandena. Samhället är Martins gamla hemtrakter och när han reser dit träffar han barndomsvännen Jouni, som är en av de människor han ska avskeda.

## Rollista (urval)
- Erik Kiviniemi – Jouni Mäkinen
- Lars Litens – Martin Holmbäck, utvecklingschef
- Ewa Carlsson – Karin, Martins fru
- Eva Remaeus – Maj
- Margreth Weivers – Sigrid Holmbäck, Martins mor
- Yvonne Schaloske – Anna, servitris
- My Friberg – Mumlan, Majs dotter
- Mikael Bergström – Jonas, Martins och Karins son
- Roy Walentin – Martins chef
- Evald Johansson – Remberg, Jounis granne
- Marketta Franssila – Emma

### Fotnoter
1. 1 2 3  ”Det är långt till New York”. Svensk Filmdatabas. http://sfi.se/sv/svensk-filmdatabas/Item/?itemid=16044&type=MOVIE&iv=Basic&ref=/templates/SwedishFilmSearchResult.aspx?id%3d1225%26epslanguage%3dsv%26searchword%3ddet+%C3%A4r+l%C3%A5ngt+till+new+york%26type%3dMovieTitle%26match%3dBegin%26page%3d1%26prom%3dFalse. Läst 21 maj 2013.